# Поджан
Поджан (кор. 보장, 寶藏, Bojang, Pojang; пом. 682) — корейський ван, останній, двадцять восьмий правитель держави Когурьо періоду Трьох держав. Фактично перебував під владою військового клану.

## Життєпис
Походив з Пхеньянської лінії панівної династії. Онук Пхьонвона, правителя Когурьо. У 642 році очільник впливового військового клану Йон Кесомун повалив правителя Йонню, поставивши на трон Поджана. Втім фактична влада опинилася в Кесомуна.
За наказом Кесомуна відкинув пропозицію Сілли щодо спільних дій проти Пекче, зажадавши повернення Сеульської провінції. Натомість відновив союз з Японією. У 644 році Когурьо разом з Пекче напали на Сіллу. У відповідь танський імператор Тай-цзун 645 року виступив проти Когурьо, оголосивши, що йде знищити узурпатора Кесомуна. Китайські війська атакували Когурьо з півострова Ляоні та Жовтого моря в районі Чангану. Проте Кесомун організував гідний опір. Біля міста Пекам танська армія завдала поразки 100-тисячному когурьоському війську. Втім надалі під час 3-денної битви за Пекам китайці зазнали тяжкої поразки. У 648 році танська армія знову атакувала Когурьо, але біля місто Бочжо зазнала поразки.
Кесомун намагався перейти у наступ. У 654 році атаковано було киданів, що були васалами Тан. У 655 році спільно з Пекче здійснено напад на Сіллу, який втім не призвів до значного успіху. Водночас у 655 році танські війська знову атакували когурьоські володіння, проте біля Чангану зазнали поразки. 658 року армія Тан знову атакувала Когурьо, проте марно.
У 660 році спільні війська Тан і Сілли знищили Печке. 661 року когурьоська армія завдала Тан нової поразки. Це викликало занепокоєння китайських сановників, що звернулися до імператора Гао-цзуна з пропозицією припинити війну з Когурьо, нагадавши, що саме вона призвела до падіння династії Суй. 662 року було відправлено нове посольство до Японії з новою пропозицією спільних дій проти Сілли. В тому ж році когурьоська армія здобула нову звитягу над танським військом. 663 року повсталий князь Пйо Пун, який намагався повернути трон Пекче за допомогою Когурьо, зазнав поразки. Натомість було укладено союз з племенем мохе та укладено домовленості про спільні дії з Японією проти Сілли.
У 666 році раптово помер Йон Кесомун, внаслідок чого держава Когурьо поринула у кризу: 3 сини Кесомуна почали боротьбу за владу. В неї намагався втрутитися також Поджан, що прагнув отримати реальну владу. Скориставшись цим Тан і Сілла знову почали наступ. Перші зайняли 40 фортець на півночі, а Йон Чонто, брат Йона Кесомуна, перейшов на бік Сілли. Зрештою 668 року тансько-сілланські війська зайняли столицю Чанган. Поджан потрапив у полон.
Спочатку Поджан призначений міністром громадських робіт. У 677 році призначається до автономного князівства на Ляодуні. Втім Поджан підтримував на колишній території Когурьо боротьбу проти китайців й сілланців на чолі із своїм сином Ансуном. Водночас вів перемовини з племенами мохе про спільні дії проти Тан. Викритий у 681 році, був засланий до Сичуані, де помер 682 року.